# Meris paradoxa
Meris paradoxa là một loài bướm đêm trong họ Geometridae.